# KkStB 52
Die Dampflokomotivreihe kkStB 52 war eine Güterzug-Schlepptenderlokomotivreihe der kkStB, die ursprünglich von der Istrianer Staatsbahn stammte.

## Geschichte
Die Istrianer Staatsbahn beschaffte nur diese zehn Lokomotiven, die die kkStB später als Reihe 52 bezeichnete. Sie wurden von der Lokomotivfabrik Floridsdorf und der Mödlinger Lokomotivfabrik im Jahr 1875 geliefert. Sie erhielten die Bahnnummern 101 bis 110 sowie die Namen CANFANARO, DIGNANO, DIVACA, HERPELLE, PARENZO, PIGUENTE, PISINO, POLA, ROVIGNO und ROZZO nach Orten des Bahngebietes. Auffällig war die lange Rauchkammer der Lokomotiven.
Den Betrieb auf der Istrianer Staatsbahn führte von der Eröffnung 1876 bis 1882 die Südbahn-Gesellschaft (SB).

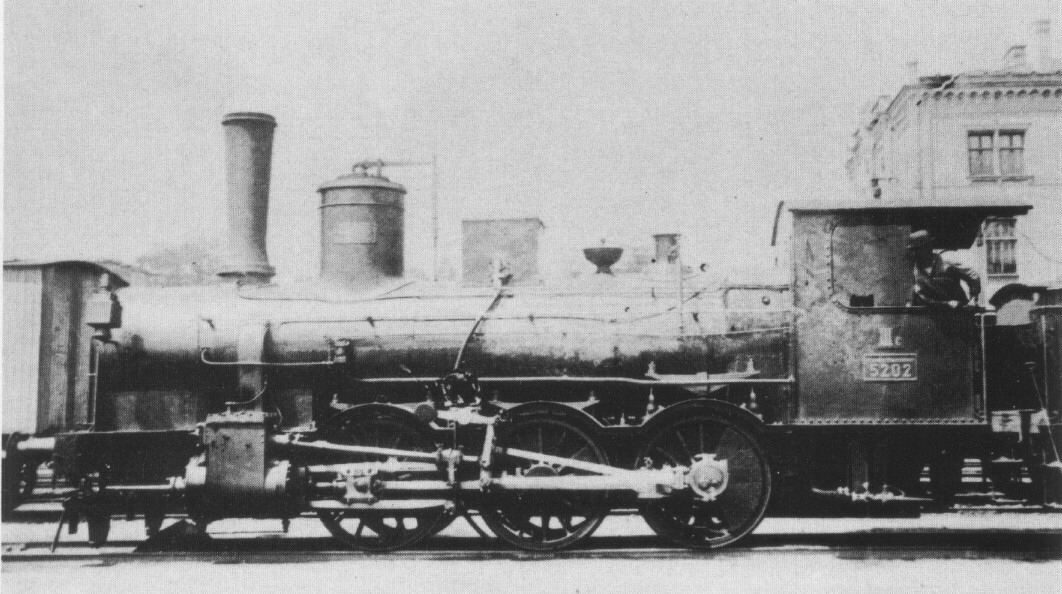
Nr. 102 DIGNANO als 5202 der kkStB (vor 1900)

Die kkStB versetzte die Maschinen später in den Linzer Raum. Nach dem Ersten Weltkrieg kamen die verbliebenen neun Maschinen zur BBÖ, die sie bis 1934 ausmusterte.
| Lokomotivliste | Lokomotivliste | Lokomotivliste                    | Lokomotivliste | Lokomotivliste | Lokomotivliste   | Lokomotivliste         | Lokomotivliste                        | Lokomotivliste |
| Name           | Betriebs-Nr.   | Hersteller                        | Fabrik-Nr.     | Baujahr        | kkStB-Nr. (1885) | kkStB / BBÖ-Nr. (1905) | Verbleib                              |                |
| -------------- | -------------- | --------------------------------- | -------------- | -------------- | ---------------- | ---------------------- | ------------------------------------- | -------------- |
| CANFANARO      | 101            | Lokomotivfabrik Floridsdorf, Wien | 199            | 1875           | 5201             | 52.01                  | 1932 von BBÖ kassiert                 |                |
| DIGNANO        | 102            | Lokomotivfabrik Floridsdorf, Wien | 200            | 1875           | 5202             | 52.02                  | am 25. Jänner 1927 von BBÖ kassiert   |                |
| DIVACA         | 103            | Lokomotivfabrik Floridsdorf, Wien | 201            | 1875           | 5207             | 52.07                  | 1932 von BBÖ kassiert                 |                |
| HERPELLE       | 103            | Lokomotivfabrik Floridsdorf, Wien | 202            | 1875           | 5208             | 52.08                  | 1932 von BBÖ kassiert                 |                |
| PARENZO        | 105            | Lokomotivfabrik Floridsdorf, Wien | 203            | 1875           | 5209             | 52.09                  | 1928 von BBÖ kassiert                 |                |
| PIGUENTE       | 106            | Lokomotivfabrik Floridsdorf, Wien | 204            | 1875           | 5210             | 52.10                  | am 25. Jänner 1927 von BBÖ kassiert   |                |
| PISINO         | 107            | Mödlinger Lokomotivfabrik, Wien   | 35             | 1875           | 5203             | 52.03                  | 1910 von kkStB kassiert               |                |
| POLA           | 108            | Mödlinger Lokomotivfabrik, Wien   | 36             | 1875           | 5204             | 52.04                  | am 23. November 1925 von BBÖ kassiert |                |
| ROVIGNO        | 109            | Mödlinger Lokomotivfabrik, Wien   | 37             | 1875           | 5205             | 52.05                  | 1932 von BBÖ kassiert                 |                |
| ROZZO          | 110            | Mödlinger Lokomotivfabrik, Wien   | 38             | 1875           | 5206             | 52.06                  | 1932 von BBÖ kassiert                 |                |